# Scouts Guide to the Zombie Apocalypse
Scouts Guide to the Zombie Apocalypse är en amerikansk komedi-zombiefilm som hade premiär den 30 oktober 2015 (svensk premiär 6 november 2015), i regi av Christopher Landon

## Handling
På sitt sista läger upptäcker scouterna Ben, Carter och Augie vikten av sann vänskap när de försöker rädda sin stad från ett zombieutbrott.

## Rollista (i urval)
| Tye Sheridan           | – Ben                 |
| Logan Miller           | – Carter              |
| Joey Morgan            | – Augie               |
| David Koechner         | – Scoutledaren Rogers |
| Halston Sage           | – Kendall Grant       |
| Dillon Francis (cameo) | – Zombie              |